# Операция «Арчуэй»
Операция «Арчуэй» (англ. Operation Archway) — кодовое обозначение одной из крупнейших и самых разноплановых операций, проведенных Особой Воздушной Службой (англ. — SAS) во время Второй мировой войны.
Силы «Арчуэй» находились под командованием подполковника Брайана Фрэнкса и состояли из двух полков Особых Воздушных Служб.
«Арчуэй» первоначально предназначалась для поддержки операций «Пландер» и «Варсити» по форсированию рек Рейн, Рисс и Липпе близ города Везель британской 2-й армией под командованием генерал-лейтенанта сэра Майлза Демпси. Силы Особых Воздушных Служб продолжали поддерживать три британские танковые дивизии в продвижении на Германию до конца войны.

## Ведение
После высадки в Нормандии для поддержки наступления союзников во Франции Особые Воздушные Службы были задействованы в ходе некоторых операций:«Бульбаскет», «Хаундсворт», «Лойтон» и «Уоллес». После чего полки были отозваны в Великобританию для перегруппировки, оба понесли потери во время французских операций.

## Ход событий
Операция «Арчуэй» планировалась для поддержки высадки десанта XVIII воздушно-десантного корпуса через реку Рейн. Силы Особой Воздушной Службы будут известны как «Frankforce», названые в честь командира подполковника Брайана Фрэнкса. «Франкфорс» состоял из двух усиленных специальных эскадрилий ВВС, из 1-го и 2-го полка  Особой Воздушной Службы. Силы насчитывали около 300 военнослужащих различных рангов и около 75-ти джипов, оснащенных по типу блиц-багги. Джип модифицировали. Снимали лобовое стекло и тент. На задние посадочные места ставили дополнительные топливные баки. На капот устанавливался прожектор. В качестве вооружения ставили английские пулемёты Vikkers K со специальными защитными щитками и американские пулемёты M2, иногда ставили и 3-дюймовые минометы. Для снабжения сил «Франкфорса» использовались 15-тонные и 3-тонные грузовики.
1-й полк состоял из трёх подразделений, каждое из которых состояло из трёх отрядов с тремя джипами. Штаб отделения держал на резерве 3-дюймовые миномёты и 12 джипов. Возглавлялся полк майором Поатом.
2-й полк также состоял из отрядов с тремя джипов, но вместо трёх отрядов состоял из двух. Был под командованием майора Пауэра.
Первая миссия состояла из разведывательного патрулирования в поддержку XVIII воздушно-десантного корпуса на севере Германии, который впоследствии пересёк Рейн на амфибиях LVT Buffalos 25 марта близ Везеля.
Затем силы «Frankforce» были направлены на поддержку Британской гвардейской бронетанковой дивизии в районе канала Дортмунд–Эмс. После «Frankforce» направили на поддержку огнём 2-му Валлийскому гвардейскому полку, 8-му королевскому ирландскому гусарскому полку и 15/19-му королевскому гусарскому полку, которые патрулировали для 7-й и 11-й танковых дивизий. Особая модификация джипа оказалась более быстрой и лёгкой в транспортировке альтернативой танка  «Кромвель», которые использовались тогда в бронетанковых полках. 1-й полк Особых воздушных служб, совместно с 11-й бронетанковой дивизией, оказались первыми из всей английской армии дивизиями, которые оказались в концентрационном лагере Берген-Бельзен. Они обнаружили в лагере от 50 000 до 60 000 заключенных, и в течение нескольких дней патрули дивизий помогали полевой полиции выслеживать военных преступников, произведя при этом несколько арестов. К концу апреля 1945 года они достигли реки Эльбы, где к ним присоединилась группа операции «Кистоун» — 2-й полк под командованием майора Хибберта.

## Итоги
В конце войны в Европе 1-й и 2-й полки  Особых воздушных служб вернулись в Великобританию для переброски на Дальний Восток для борьбы с Японской империей. Перед этим полки были отправлены на разоружения немецкого гарнизона в Норвегии в ходе операции "Судный день". В августе 1945 года полки Специальной авиационной службы вернулись домой из Норвегии, а в октябре 1945 года они были официально расформированы, потому что британские власти не видели дальнейшего применения этих полков.